# Snoh Aalegra
Snoh Aalegra (* 13. September 1985 in Uppsala; eigentlich Snoh Sheri Nowrozi) ist eine in den USA lebende schwedische R&B-Musikerin. Nach frühen Erfolgen als Sängerin unter dem Namen Sheri in Schweden, machte sie ab den 2010er Jahren in Los Angeles Karriere.

## Biografie
Snoh Sheri Nowrozi wuchs in Enköping auf und schrieb schon früh eigene Lieder. Mit 21 Jahren unterschrieb sie einen Vertrag mit Mamia Music und zwei Jahre später erschien ihr Debütalbum First Sign unter dem Künstlernamen Sheri. Obwohl es mit großem Aufwand und internationaler Beteiligung produziert worden war und mit U Got Me Good ein Lied des Albums ein Nummer-2-Hit wurde, konnte sich das R&B-Album in Schweden nicht durchsetzen.
Die Musikerin zog nach Los Angeles um und nahm das Pseudonym Snoh Aalegra an. Sie unterschrieb beim Label ARTium/Def Jam, bei dem auch Rapper Common unter Vertrag stand, und machte durch ihre Beteiligung an seinem Album Nobody’s Smiling 2014 erstmals auf sich aufmerksam. Common revanchierte sich mit einem Beitrag zu ihrer Debüt-EP There Will Be Sunshine.
Es folgten weitere Kollaborationen unter anderem mit Vince Staples und Logic und 2016 die EP Don’t Explain, bevor 2017 ihr US-Debütalbum Feels erschien. Es brachte aber noch nicht den erhofften Durchbruch. Der kam 2019 mit dem Song I Want You Around, die ein Adult-R&B-Hit wurde und ihr zu größerer Bekanntheit verhalf. Die Single wurde mit Gold ausgezeichnet. Im Sommer erschien das Album Ugh, Those Feels Again, das sie schließlich nicht nur in die Top 40 der R&B-Alben, sondern auch auf Platz 73 der offiziellen Albumcharts brachte. Obwohl sie sich in ihrer Heimat nicht platzieren konnte, wurde sie bei den schwedischen Grammis in den Kategorien Künstler/in des Jahres und Album des Jahres für eine Auszeichnung nominiert.

## Diskografie
Alben
- First Sign (als Sheri, 2010)
- There Will Be Sunshine (EP, 2014)
- Don’t Explain (EP, 2016)
- Feels (2017)
- Ugh, Those Feels Again (2019)
- Temporary Highs in the Violet Skies (2021)

Lieder
- Hit and Run (als Sheri, 2009)
- U Got Me Good (als Sheri, 2009)
- Bad Things (featuring Common, 2014)
- Emotional (2015)
- In Your River (2016)
- Under the Influence (2016)
- Feels (2017)
- Nothing Burns Like the Cold (featuring Vince Staples, 2017)
- Time (2017)
- Fool for You (2017)
- Sometimes (featuring Logic, 2017)
- Out of Your Way (featuring Luke James, 2018)
- I Want You Around (2019; UK: Silber, US: Platin)
- You (2019)
- Find Someone Like You (2019)
- Whoa (featuring Pharrell Williams, 2019)
- Wolves Are Out Tonight (2019)
- Dying 4 Your Love (2020)
- Last Time (featuring Giveon, 2020; US: Gold)
- Do 4 Love (2023; US: Gold)